# Nationaal Front (DDR)
Het Nationaal Front (tot 1973 Nationale Front des Demokratischen Deutschlands), was de benaming voor de gezamenlijke massaorganisaties in de voormalige Duitse Democratische Republiek.

## Geschiedenis

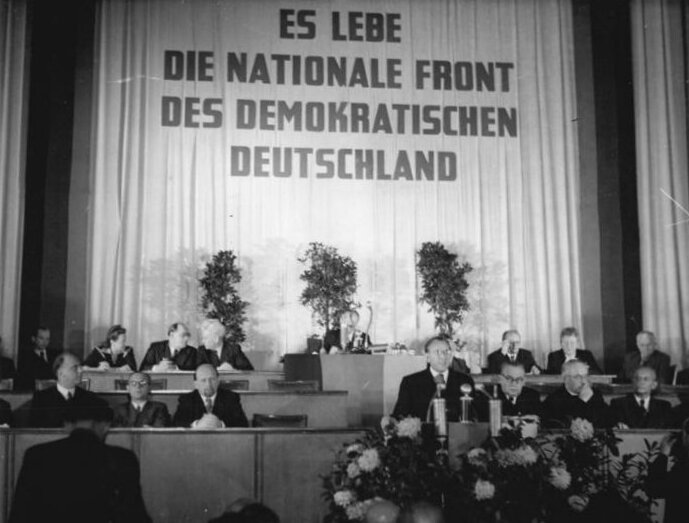
De tweede zitting van de Volkskammer op 12 oktober 1949 met de leus ""Leve het Nationale Front van het Democratische Duitsland"

Al voor de oprichting van de DDR bestonden er voorlopers van het Nationaal Front, namelijk het in 1945 opgerichte Antifa-blok, ook wel Democratisch Blok genoemd, en de iets later opgerichte Volkskongressbewegung. Na de oprichting van de DDR op 7 oktober 1949 werd het Nationale Front in het leven geroepen om een brug te slaan tussen de politiek en de maatschappij. In het begin zou het zich nog bezighouden met de hereniging van Duitsland, maar vanaf 1968 was zijn voornaamste doel de bij het front aangesloten partijen dienstbaar te maken aan de regerende Sozialistische Einheitspartei Deutschlands. Daarnaast werd het idee gewekt dat er in de DDR sprake was van een zekere democratische regeringsvorm.

## Leden
De volgende partijen en organisaties waren bij het Nationaal Front aangesloten:
- SED (sociaaldemocraten en communisten, maar de facto alleen communisten)
- CDUD (christendemocraten)
- LDPD (liberalen)
- DBD (boerenpartij)
- NDPD (nationaaldemocraten)
- FDGB (vakbond)
- FDJ (jeugdbeweging)
- DFD (vrouwenbond)
- KB (cultuurbond)
- VdgB (bond voor wederzijdse hulp onder boeren)

Bij de verkiezingen van de Volkskammer (parlement) kon men alleen uit kandidaten van het Nationaal Front kiezen. De zetelverdeling stond van tevoren altijd vast. Men bevestigde dus slechts een kandidaat voor een parlementszetel. Het verschil tussen het Democratisch Blok en het Nationaal Front is dat het blok uitsluitend uit de bovengenoemde politieke partijen bestond en niet uit de overige bovengenoemde organisaties (zoals de vrouwenbond).

## Lijst van voorzitters
- Erich Correns (1950-1981)
- Lothar Kolditz (1981-1989)